# 핵꿀잼 비짤봙
《핵꿀잼 비짤봙》(영어: Bizaardvark)은 디즈니 채널에서 2016년 6월 24일부터 2019년 4월 13일까지 방영한 미국의 텔레비전 코미디 드라마이다.

## 개요
절친 사이인 십대 소녀 프랭키와 페이지는 웃긴 노래와 영상을 뷰글(Vuuugle)에 올려 채널 비짤봙(Bizaardvark) 구독자 만 명을 달성한다. 비짤봙은 "기이한"(bizarre)과 "땅돼지"(aardvark)의 혼성어이다. 이들은 뷰글 스튜디오에 입성해 다른 뷰글러(Vuuugler)들을 만나게 되는데...

## 출연진
- 매디슨 후 - 프랭키 웡 역
- 올리비아 로드리고 - 페이지 올베라 역
- 제이크 폴 - 더크 맨 역